# 深堀遥菜
深堀 遥菜（ふかぼり はるな）は、日本のフリーアナウンサーである。

## 経歴
宮城県名取市出身。山形大学も含め8年間を山形で過ごす。
2018年4月からNHK新潟放送局の契約キャスターとして勤務する。2020年度からNHK仙台放送局の契約キャスターとして、『ウイークエンド東北』のキャスターを5年間務め、2025年3月29日放送分で卒業した。
2025年度よりフリーアナウンサーとなる。

## 現在の出演番組
- News イット! やまがた（さくらんぼテレビ、2025年3月31日 - ） - 月・金担当[2]
- 昼ドキ!TV やまがたチョイす（さくらんぼテレビ、2025年4月5日 - ） - 司会

## 過去の出演番組

### NHK新潟放送局時代（2018年度 - 2019年度）
- 新潟県のニュース
- ひるまえ伝言板（2018年4月2日 - 2019年3月）
- 新潟ニュース610（2019年4月1日 - 2020年3月27日、リポーター、「BUNKA深ホリ」担当）
- NHKニュースおはよう日本・関東甲信越（2019年8月10日、「土曜すてき旅」 越後の夏山で涼さがし）

### NHK仙台放送局時代（2020年度 - 2024年度）
- 宮城県・東北地方のニュース
- ウィークエンド東北（2020年4月4日 - 2025年3月29日、キャスター）
  - 2020年度から2023年度は手嶌真吾[3]と、2024年度は大谷昌弘[4]と共演。